# Paeonia corsica
Paeonia corsica là một loài thực vật có hoa trong họ Paeoniaceae. Loài này được Sieber ex Tausch miêu tả khoa học đầu tiên năm 1828.